# West Quoddy Head
West Quoddy Head utanför Lubec, Maine är den ostligaste punkten på USA:s fastland.

## Fyren
Den första fyren på platsen färdigställdes den 21 april 1808. Den nuvarande byggnaden var klar 1858.